# 里乃塚玲央
里乃塚 玲央（りのづか れお）は、日本の作詞家。本名は、園部 和範（そのべ かずのり）。
かつては本名の園部 和範、またはひらがな表記のそのべ かずのり、園部 和典等で活動していたが1990年代に現ペンネームに改名。由来は「おれ かずのり」の逆読み。

## 人物
学生時代に作ったオリジナル曲を、ラジオで司会をしていた湯川れい子に送ったことがきっかけで、CM制作会社へ。その後、作詞家を探していた音楽ディレクターと出逢い、1981年10月もんた&ブラザーズの「DESIRE」でプロデビューを果たした。
近年はアニメソングや合唱曲など、子供向けの作品も手がけている。
NHKの子ども番組に多くの楽曲を提供している。1995年から9年間続いたなんでもQシリーズの多くの楽曲の作詞を担当し、その後、『おかあさんといっしょ』、『いないいないばあっ!』、『うたっておどろんぱ』、『それいけ!民謡うた祭り』、『みんなのうた』などの番組にも作品を提供している。
作曲家の堀井勝美、つのごうじ、小杉保夫と組んだ作品が多い。堀井、つのとは、NHK作品。小杉と組んだ作品は、NHKの他に『クレヨンしんちゃん』のオープニング「オラはにんきもの」や『おジャ魔女どれみ』シリーズの主題歌や挿入歌などがある。

## 作品
- 『クレヨンしんちゃん』
  - オラはにんきもの（3rdオープニングテーマ、1993年7月12日 - 1995年9月25日）
作曲：小杉保夫、編曲：加藤みちあき、歌：野原しんのすけ（矢島晶子） - ※後に小林幸子やこぶしファクトリーが同楽曲をカバー
- 『忍者戦隊カクレンジャー』
  - 星よ、にじむな!（挿入歌）
作曲：瑞木薫、編曲：川村栄二、歌：宮内タカユキ
- 『超力戦隊オーレンジャー』
  - オーレンジャー・スピリット（挿入歌）
作曲：瑞木薫、編曲：京田誠一、歌：速水けんたろう
- 『鬼神童子ZENKI』
  - 鬼神童子ZENKI（1stオープニングテーマ）
作曲、編曲：つのごうじ、歌：影山ヒロノブ
  - 超鬼神ZENKI来迎聖臨（2ndオープニングテーマ）
作曲、編曲：つのごうじ、歌：影山ヒロノブ
- 『ふしぎ遊戯』
  - ときめきの導火線（エンディングテーマ）
作曲：家原正嗣、編曲：山中紀昌、歌：今野友加里
- 『爆走兄弟レッツ&ゴー!! WGP』
  - GET THE WORLD（オープニングテーマ）
作曲、編曲：つのごうじ、歌：影山ヒロノブ
- 『ママレード・ボーイ』
  - 枯れ葉色のクレッシェンド（2ndエンディングテーマ）
作曲：TSUKASA、編曲：関根安里、歌；水島康宏
- 『Bビーダマン爆外伝』
  - GOGO!爆外伝（2ndオープニングテーマ）
作詞：小玉優二  (補作詞：里乃塚玲央)、作曲・編曲：河野陽吾、歌：マキ凛子
- 『爆球連発!!スーパービーダマン』
  - READY B-FIGHT!
作曲・編曲：渡部チェル、歌：遠藤正明
  - 弾けろ！マックスショット
作曲・編曲：渡部チェル、歌：ミズキング
- 『ウルトラマンナイス』
  - ウルトラマンナイス
作曲：小杉保夫、編曲：MANTA、歌：Project DMM
- 『未来戦隊タイムレンジャー』
  - OK!タイムロボ!!（挿入歌）
作曲・編曲：亀山耕一郎、歌：高尾直樹
- 『おジャ魔女どれみ』シリーズ
  - おジャ魔女でBAN2（『も～っと! おジャ魔女どれみ』オープニングテーマ）
作曲：小杉保夫、編曲：安井歩、歌：MAHO堂
  - おまえにRock You（ミュージカル版『も～っと!』挿入歌）
作曲：奥慶一、編曲：坂本昌之、歌：高橋広樹 & 高橋直純
  - ほんじゃまおジャ魔女大集合!!（『も～っと!』挿入歌）
作曲：小杉保夫、編曲：安井歩、歌：MAHO堂
  - ニッポン大好き!（キャラクターソング）
作曲：小杉保夫、編曲：MANTA、歌：宮原永海
- 『キン肉マンII世』
  - HUSTLE MUSCLE（オープニングテーマ）
作曲・編曲：渡部チェル、歌：河野陽吾
- 『ケロロ軍曹』
  - くるっと・まわって・いっかいてん（9thエンディングテーマ、2007年4月7日 -）
作曲・編曲：川嶋可能、歌：キグルミ
- 『あたしンち』
  - ほっとっとっとな まいにち（3rdエンディングテーマ、2007年7月21日 - ） 
作曲・編曲：川嶋可能、歌：キグルミチコ（レナ(キグルミ)、清水ミチコ）
- 『侍戦隊シンケンジャー』
  - 究極 サムライハオー 降臨!（挿入歌）
作曲・編曲：矢野立美、歌：MoJo
- 『100%パスカル先生』
  - 100%パスカル先生（オープニングテーマ）
作曲：小杉保夫、編曲：渡部チェル、歌：パスカル先生（佐藤はな）
  - パスカル・ヨガヨ～ガ（エンディングテーマ）
作曲：小杉保夫、編曲：渡部チェル、歌：パスカル先生（佐藤はな）

### NHKでの作品
- なんでもQ
  - すてきなきみ（オープニング・テーマ）
作曲：堀井勝美、歌：細川俊之、三石琴乃
  - フン・フン・フンコロガシ
作曲：つのごうじ、歌：水木一郎
  - いのちのかね
作曲：堀井勝美、歌：金子マリ、おおたか静流、GENK、野村義男
  - ピーター・プランクトン
作曲：堀井勝美、歌：GENKI
  - ウシのイブクロ
作曲：つのごうじ、歌：団しん也
  - アリとアリクイ
作曲：つのごうじ、歌：水木一郎、橋本潮
  - チョウの来た道
作曲：佐橋俊彦、歌：堀江美都子
  - じいちゃんはホタルになった
作曲：堀井勝美、歌：速水けんたろう
- おかあさんといっしょ
  - しっぱいのせいこう
作曲：小杉保夫
  - あ～うれしー
作曲：堀井勝美
  - クシカツはいっぽん
作曲：小杉保夫
  - ほめられて、メラメラめっ！
作曲：小杉保夫
  - おすしのピクニック
作曲：小杉保夫
  - やるきまんまんマンとウーマン
作曲：小杉保夫
  - ド！ド！ド！ドラゴン
作曲：三澤康広
  - カオカオカ～オ
作曲：牧野奏海
  - あげあげドーナツ
作曲：小杉保夫
- いないいないばあっ!
  - ぐるぐるどっか〜ん!
作曲：小杉保夫
  - おもちモチモチ
作曲：小杉保夫
  - でんしゃだいすき！
作曲：福田和禾子
- みんなのうた
  - ねっこ君
作曲：小杉保夫、歌：山本譲二
- それいけ!民謡うた祭り
  - うたって民謡!
作曲：四方章人、歌：伍代夏子
- ひとりでできるもん!どこでもクッキング
  - SAYいっぱいを、ありがとう
作曲：池毅、歌：Paix2

### 園部和範、そのべかずのり名義時代

#### アニメソング/特撮ソング
- 『北斗の拳2』
  - WIND & RAIN
  - KILL THE FIGHT
  - 作曲・歌 - 子門真人（作曲は大安蓮名義） / 編曲 - 水谷公生
- 『聖闘士星矢』
  - 女神の子守歌 〜Lullaby〜（挿入歌）
作曲：つのごうじ、編曲：MAKE UP PROJECT、歌：堀江美都子
  - BOYS BE 〜君にあげるために〜（挿入歌）
作曲：影山ヒロノブ、編曲：BROADWAY、歌：影山ヒロノブ＆BROADWAY
- 『電撃戦隊チェンジマン』
  - WE CAN CHANGE（イメージソング）
作曲、編曲：矢野立美、歌：ジャパン・エコーシンガーズ
- 『超新星フラッシュマン』
  - 超新星フラッシュマン（主題歌）
作曲：タケカワユキヒデ、編曲：奥慶一、歌：北原拓
- 『光戦隊マスクマン』
  - ショットボンバー全力集中（劇場版主題歌）
作曲：池毅、編曲：藤田大土、歌：影山ヒロノブ
- 『超獣戦隊ライブマン』
  - 正義は不滅さ、ライブマン（イメージソング）
作曲：池毅、編曲：藤田大土、歌：茅弘二
- 『高速戦隊ターボレンジャー』
  - 勇気は満タン!ターボレンジャー（挿入歌）
作曲：井上ヨシマサ、編曲：米光亮、歌：佐藤健太
- 『地球戦隊ファイブマン』
  - ブラザー・ブラッド（イメージソング）
共作詞：長石多可男、作曲：池毅、編曲：吉田明彦、歌：鈴木けんじ
- 『鳥人戦隊ジェットマン』
  - 炎のコンドル（挿入歌）
共作詞：井上敏樹、作曲：松澤浩明、編曲：石田勝範、歌：若松俊秀
- 『恐竜戦隊ジュウレンジャー』
  - 恐竜戦隊ジュウレンジャー（主題歌）
共作詞、作曲：つのごうじ、編曲：山本健司、歌：佐藤健太
- 『五星戦隊ダイレンジャー』
  - 火を吹けダイバスター（挿入歌）
作曲：樫原伸彦、編曲：吉田明彦、歌：樫原伸彦
  - 誓い（イメージソング）
作曲：小杉保夫、編曲：望月誠人、歌：Funky Y.K
- 『南国少年パプワくん』
  - んばば・ラブソング（オープニングテーマ）
作曲：小杉保夫、編曲：石田勝範、歌：TOME
- 『新造人間キャシャーン』（1992年OVA版）
  - キャシャーン 〜風の墓標〜（主題歌）
作曲、編曲：松澤浩明、歌：影山ヒロノブ、演奏：BROADWAY
- 『風の中の少女 金髪のジェニー』（1992年 - 1993年TX系アニメ）
  - 太陽を追いかけて（オープニングテーマ）
作曲、編曲：長谷川智樹、歌：堀江美都子
- 『きんぎょ注意報!』
  - わぴこちゃん音頭（挿入歌）
作曲：赤坂東児、編曲：牧野三朗、歌：かないみか、コーラス：SHINES
- 『もーれつア太郎』
  - ニャロメのROCK（エンディングテーマ）
作曲：古田喜昭、編曲：つのごうじ、歌・演奏：紳助&バスガス爆発楽団

#### J-POP
- 杏里
  - 「イノセントタイム」
- 因幡晃
  - 「夕映えを待ちながら」
- 小柳ルミ子
  - 「背中でちょっとI love you」
- 堺正章
  - 「Waiting for you」
- 柴田恭兵
  - 「SHAKE YOU TO BITS」
  - 「DON'T WORRY」
- 杉山清貴
  - 「you don't know me」
- 高橋真理子
  - 「Follow Wind」
- 本田恭章
  - 「マスカレードの夜」
- もんた&ブラザーズ
  - 「DESIRE」
- 柳ジョージ
  - 「5 TO 0 (FIVE TO MIDNIGHT)」
  - 「FORGIVENESS」
  - 「BIG FISH」
  - 「真夜中の追跡者」
  - 「夜明けの漂着」
- 和田アキ子
  - 「Silent Dance」（シングル「Once More Take a Chance」のc/w）

### 合唱曲
- ぜんぶ空（瑞木薫作曲）
- GOOD LUCK～希望のひかり（八木澤教司作曲）
- エール～君の空～（瑞木薫作曲）
- Oh My Friend（鈴木行一作曲）
- 同声合唱とピアノのための組曲 二億年ずつ23回（山本純ノ介作曲）
- いのちのいっちょうめ（横山裕美子作曲、第77回NHK全国学校音楽コンクール小学校の部課題曲）
- この日々を、この時代を（森山至貴作曲）